# Distretto di Vitis
Il distretto di Vitis è uno dei trentatré distretti della provincia di Yauyos, in Perù. Si trova nella regione di Lima e si estende su una superficie di 101,79 chilometri quadrati.
Istituito il 7 febbraio 1944, ha per capitale la città di Vitis.